# جياكومو بونافينتورا

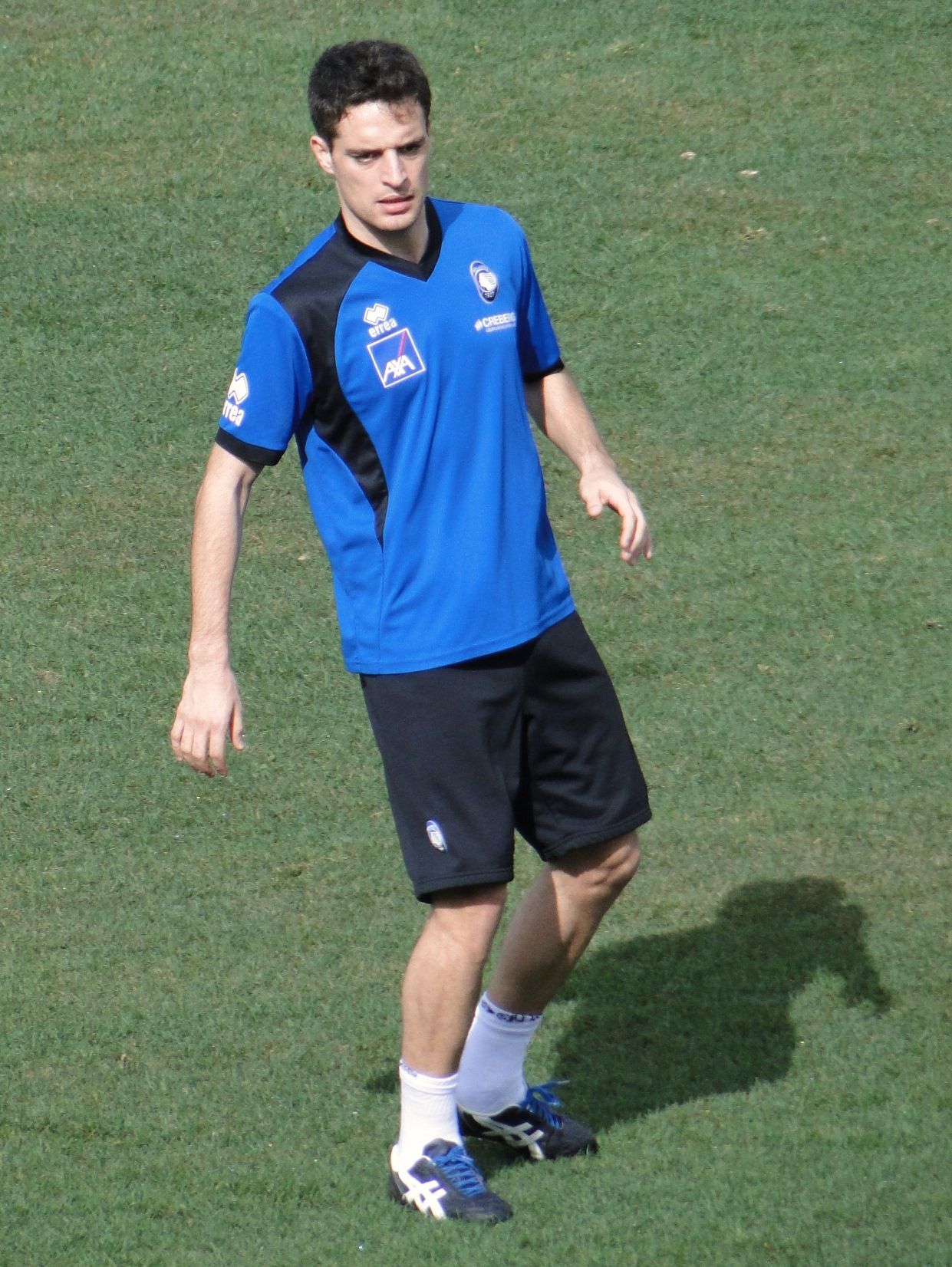

جياكومو بونافينتورا (بالإيطالية: Giacomo Bonaventura)‏ (مواليد 13 أغسطس 1989 في سان سيفيرينو مارتشي، ماركي، إيطاليا) لاعب كرة قدم إيطالي يلعب حاليا لصالح نادي الشباب السعودي قادما من نادي فيورنتينا الإيطالي ويلعب في مركز الوسط المهاجم.
سبق وأن لعب في نادي أتالانتا قبل أن ينتقل في 2014 لنادي إيه سي ميلان.

## روابط خارجية
- جياكومو بونافينتورا على موقع الاتحاد الدولي (مؤرشف)  (الإنجليزية)
- جياكومو بونافينتورا على موقع الاتحاد الأوربي (الإنجليزية)
- جياكومو بونافينتورا على موقع قاعدة بيانات كرة القدم.إي يو (الإنجليزية)
- جياكومو بونافينتورا على موقع ناشيونال فوتبول تيمز (الإنجليزية)
- جياكومو بونافينتورا على موقع Soccerbase.com (لاعب) (الإنجليزية)
- جياكومو بونافينتورا على موقع Soccerway.com (الإنجليزية)
- جياكومو بونافينتورا على موقع عالم كرة القدم.نت (الإنجليزية)
- جياكومو بونافينتورا على موقع كووورة
- جياكومو بونافينتورا على موقع AS.com (الإسبانية)